# 2022年のNBAファイナル
2022年のNBAファイナル（英語: 2022 NBA Finals）は、NBAの第76回NBAファイナルである（前身のBAA時代を含む）。イースタン・カンファレンスを勝ち上がったボストン・セルティックスと、ウェスタン・カンファレンスを勝ち上がったゴールデンステート・ウォリアーズが対戦し、ウォリアーズが4勝2敗で勝利。4年ぶり7回目の優勝となった。ファイナルMVPはウォリアーズのステフィン・カリー。

## ロゴ・トロフィーのデザイン変更
2021年4月13日にNBAはファイナルのロゴのデザインを変更することを発表した。新しいロゴは1986年から1995年、および2004年から2017年まで使用されていたデザインが基になっており、ラリー・オブライエン・トロフィーが描かれている。
また、ラリー・オブライエン・トロフィーとNBAファイナル最優秀選手賞のトロフィーのデザインも変更された。

## 背景

### ゴールデンステート・ウォリアーズ
ウェスタン・カンファレンスのウォリアーズはレギュラーシーズンを53勝29敗（勝率.629）のカンファレンス3位で終えた。プレーオフでは1回戦で第6シードのデンバー・ナゲッツに4勝1敗、カンファレンスセミファイナルで第2シードのメンフィス・グリズリーズに4勝2敗、カンファレンスファイナルで第4シードのダラス・マーベリックスに4勝1敗で勝利し、ファイナルに進出した（3年ぶり12回目）。

### ボストン・セルティックス
イースタン・カンファレンスのセルティックスはレギュラーシーズンを51勝31敗（勝率.622）のカンファレンス2位で終えた。プレーオフでは1回戦で第7シードのブルックリン・ネッツに4勝0敗、カンファレンスセミファイナルで第3シードのミルウォーキー・バックスに4勝3敗、カンファレンスファイナルで第1シードのマイアミ・ヒートに4勝3敗で勝利し、ファイナルに進出した（12年ぶり22回目）。

## 試合結果
| 試合 | 日付    | アウェイ       | 結果      | ホーム         |
| ---- | ------- | -------------- | --------- | -------------- |
| 1    | 6月2日  | セルティックス | 120 - 108 | ウォリアーズ   |
| 2    | 6月5日  | セルティックス | 88 - 107  | ウォリアーズ   |
| 3    | 6月8日  | ウォリアーズ   | 100 - 116 | セルティックス |
| 4    | 6月10日 | ウォリアーズ   | 107 - 97  | セルティックス |
| 5    | 6月13日 | セルティックス | 94 - 104  | ウォリアーズ   |
| 6    | 6月16日 | ウォリアーズ   | 103 - 90  | セルティックス |

### 第1戦
| 6月2日 21:00 |

| Recap |

| セルティックス                                                                        | 120–108 | ウォリアーズ                                                             |
| クォーター・スコア: 28–32, 28–22, 24–38, 40–16                                        |         |                                                                          |
| Pts: アル・ホーフォード 26 Rebs: ジェイレン・ブラウン 7 Asts: ジェイソン・テイタム 13 |         | Pts: ステフィン・カリー 34 Rebs: ドレイモンド・グリーン 11 Asts: 3選手 5 |
| セルティックスの1勝0敗                                                                |         |                                                                          |

チーム成績
| セルティックス | 項目                    | ウォリアーズ |
| -------------- | ----------------------- | ------------ |
| 50.6 (43/85)   | FG%                     | 44.3 (39/88) |
| 51.2 (21/41)   | 3P%                     | 42.2 (19/40) |
| 81.3 (13/16)   | FT%                     | 73.3 (11/15) |
| 39 (7)         | リバウンド (オフェンス) | 39 (12)      |
| 33             | アシスト                | 24           |
| 7              | スティール              | 8            |
| 6              | ブロック                | 6            |
| 12             | ターンオーバー          | 14           |
| 13             | パーソナルファウル      | 16           |

### 第2戦
| 6月5日 20:00 |

| Recap |

| セルティックス                                                                     | 88–107 | ウォリアーズ                                                                         |
| クォーター・スコア: 30–31, 20-21, 14–35, 24–20                                     |        |                                                                                      |
| Pts: ジェイソン・テイタム 28 Rebs: アル・ホーフォード 8 Asts: マーカス・スマート 5 |        | Pts: ステフィン・カリー 29 Rebs: ケヴォン・ルーニー 7 Asts: ドレイモンド・グリーン 7 |
| 1勝1敗のタイ                                                                       |        |                                                                                      |

### 第3戦
| 6月8日 21:00 |

| Recap |

| ウォリアーズ                                                                | 100–116 | セルティックス                                                                               |
| クォーター・スコア: 22–33, 34-35, 33–25, 11-23                              |         |                                                                                              |
| Pts: ステフィン・カリー 31 Rebs: 2選手 7 Asts: オット・ポーター・ジュニア 4 |         | Pts: ジェイレン・ブラウン 27 Rebs: ロバート・ウィリアムズ3世 10 Asts: ジェイソン・テイタム 9 |
| セルティックスの2勝1敗                                                      |         |                                                                                              |

### 第4戦
| 6月10日 21:00 |

| Recap |

| ウォリアーズ                                                                                | 107–97 | セルティックス                                                                               |
| クォーター・スコア: 27–28, 22-26, 30–24, 28-19                                              |        |                                                                                              |
| Pts: ステフィン・カリー 43 Rebs: アンドリュー・ウィギンズ 16 Asts: ドレイモンド・グリーン 8 |        | Pts: ジェイソン・テイタム 23 Rebs: ロバート・ウィリアムズ3世 12 Asts: ジェイソン・テイタム 6 |
| 2勝2敗のタイ                                                                                |        |                                                                                              |

### 第5戦
| 6月13日 21:00 |

| Recap |

| セルティックス                                                           | 94–104 | ウォリアーズ                                                                                  |
| クォーター・スコア: 16–27, 23-24, 35–24, 20–29                           |        |                                                                                               |
| Pts: ジェイソン・テイタム 27 Rebs: ジェイソン・テイタム 10 Asts: 2選手 4 |        | Pts: アンドリュー・ウィギンズ 26 Rebs: アンドリュー・ウィギンズ 13 Asts: ステフィン・カリー 8 |
| ウォリアーズの3勝2敗                                                     |        |                                                                                               |

### 第6戦
| 6月16日 21:00 |

| Recap |

| ウォリアーズ                                                                              | 103–90 | セルティックス                                                                      |
| クォーター・スコア: 27–22, 27-17, 22–27, 27-24                                            |        |                                                                                     |
| Pts: ステフィン・カリー 34 Rebs: ドレイモンド・グリーン 12 Asts: ドレイモンド・グリーン 8 |        | Pts: ジェイレン・ブラウン 34 Rebs: アル・ホーフォード 14 Asts: マーカス・スマート 9 |
| ウォリアーズが4勝2敗で勝利                                                                |        |                                                                                     |